# Xoc elàstic

Mentre la radiació del cos negre no escapi d'un sistema, els àtoms en agitació tèrmica experimenten essencialment col·lisions elàstiques. Normalment, els àtoms reboten entre si mantenint la mateixa energia cinètica després de cada col·lisió. Aquí, els àtoms d'heli a temperatura ambient es mostren dos trilions de vegades més lents que en la realitat. Hi ha cinc àtoms de color vermell per tal de facilitar el seguiment dels seus moviments.

En física, en un cas ideal, es denomina xoc elàstic (o col·lisió elàstica) un xoc entre dos o més cossos que no pateixen deformacions permanents degudes a l'impacte: no hi ha un intercanvi de massa entre els cossos que col·lideixen. En una col·lisió perfectament elàstica es conserven tant el moment lineal com l'energia cinètica del sistema. Una col·lisió real, però, encara que siguin entre dos sòlids, no es pot considerar perfectament elàstica, ja que sempre hi ha una deformació.
Les col·lisions en què l'energia cinètica no es conserva produeixen deformacions permanents als cossos i es denominen col·lisions inelàstiques.

## Xocs perfectament elàstics

Dues masses iguals xoquen elàsticament.

Xoc elàstic entre dos cossos de diferent massa movent-se amb la mateixa rapidesa en sentits oposats.

Xoc elàstic entre dues monedes.